# 烏と案山子とアイスクリーム
『烏と案山子とアイスクリーム』（Ice Cream for Crow）は、ドン・ヴァン・ヴリートが率いるキャプテン・ビーフハート・アンド・ザ・マジック・バンドが1982年に発表した通算12作目に相当するアルバムである。
本作の発表後、ヴァン・ヴリートは音楽活動を一切止め、キャプテン・ビーフハート・アンド・ザ・マジック・バンドは自然消滅した。

## 解説

### 経緯
キャプテン・ビーフハート・アンド・ザ・マジック・バンドが1980年8月に発表した前作『美は乱調にあり』は好意的な評価を得、彼等は同年10月からヨーロッパとアメリカのツアーを行なった。その直前に、メンバーのジョン・フレンチ（ギター、ドラムス）がライブ活動を拒否して離脱し、空席だったベーシストの席に元エース・アンド・デュースのリチャード・スナイダーが迎えられた。３か月間にわたったツアーは1981年1月31日のロサンゼルスでのコンサートで幕を閉じた。
ツアー終了後、ドラマーのロバート・ウィリアムスがソロ活動に専念する為に脱退を決意した。ヴァン・ヴリートはウィリアムスの後任にザ・マザーズ・オブ・インヴェンションのパーカッショニストだったルース・アンダーウッドを考えたが、自分はパーカッショニストであってドラマーではないという理由で彼女に断わられた。そこで彼はオーディションを行ない、元ザ・ウィアードズのクリフ・マルティネスを迎えた。
キャプテン・ビーフハート・アンド・ザ・マジック・バンドが1976年にフランク・ザッパをエグゼクティブ・プロデューサーに迎えて制作したアルバム『バット・チェイン・プラー』はザッパのディスクリート・レコードから発表される予定だったが、ザッパと彼のマネージャーでディスクリート・レコードを共同で設立運営していたハーブ・コーエンの対立のあおりを受けて未発表のままだった。ヴァン・ヴリートは新作アルバムの計画を立てるにあたって、ザッパが保管していた『バット・チェイン・プラー』のオリジナル・テープを自分に渡すように交渉したが、ザッパは欲しければ自分から買い取れと言い放ち、両者の話し合いは決裂した。
ヴァン・ヴリート達は1982年5月に2週間かけてリハーサルを行ない、引き続いて本作を制作した。

### 内容
「81年版プープ・ハッチ」と「千と十日目の聖人トーテム・ポール」は当時未発表だった『バット・チェイン・プラー』の収録曲の再録音版である。
タイトル曲はシングル・カットされ、1982年8月上旬には2日間にわたって、気温が華氏114度（46℃）にまで上がったモハーヴェ砂漠でプロモーション・ビデオが撮影された。

## 収録曲
作詞・作曲はDon Van Vlietによる。邦題は日本盤CDに準拠。

### オリジナルLP
| #         | タイトル                                                              | 作詞  | 作曲・編曲 | 時間 |
| --------- | --------------------------------------------------------------------- | ----- | ---------- | ---- |
| 1.        | 「烏と案山子とアイスクリーム Ice Cream for Crow」                     |       |            | 4:35 |
| 2.        | 「幽霊の主人はステキな殉教者 The Host the Ghost the Most Holy-O」     |       |            | 2:25 |
| 3.        | 「セミ・マルチカラーのコーカサス人 Semi-Multicoloured Caucasian」     |       |            | 4:20 |
| 4.        | 「ガーランド氏のツイード・コート Hey Garland, I Dig Your Tweed Coat」 |       |            | 3:13 |
| 5.        | 「晩鐘 Evening Bell」                                                 |       |            | 2:00 |
| 6.        | 「ボール紙のキリヌキ夕陽[モハビの砂漠にて] Cardboard Cutout Sundown」 |       |            | 2:38 |
| 合計時間: | 合計時間:                                                             | 19:11 |            |      |

| #         | タイトル                                                                                  | 作詞  | 作曲・編曲 | 時間 |
| --------- | ----------------------------------------------------------------------------------------- | ----- | ---------- | ---- |
| 1.        | 「覗き穴から緊張した過去が見えるよ The Past Sure Is Tense」                               |       |            | 3:21 |
| 2.        | 「インク算術思考法 Ink Mathematics」                                                      |       |            | 1:40 |
| 3.        | 「妖術師ライフの存命 The Witch Doctor Life」                                              |       |            | 2:38 |
| 4.        | 「81年版プープ・ハッチ "81" Poop Hatch」                                                  |       |            | 2:39 |
| 5.        | 「千と十日目の聖人トーテム・ポール The Thousandth and Tenth Day of the Human Totem Pole」 |       |            | 5:42 |
| 6.        | 「やったネ、シャレコーベ氏 Skeleton Makes Good」                                          |       |            | 2:18 |
| 合計時間: | 合計時間:                                                                                 | 18:18 |            |      |

### CD
| #         | タイトル                                                                                  | 作詞  | 作曲・編曲 | 時間 |
| --------- | ----------------------------------------------------------------------------------------- | ----- | ---------- | ---- |
| 1.        | 「烏と案山子とアイスクリーム Ice Cream for Crow」                                         |       |            | 4:35 |
| 2.        | 「幽霊の主人はステキな殉教者 The Host the Ghost the Most Holy-O」                         |       |            | 2:25 |
| 3.        | 「セミ・マルチカラーのコーカサス人 Semi-Multicoloured Caucasian」                         |       |            | 4:20 |
| 4.        | 「ガーランド氏のツイード・コート Hey Garland, I Dig Your Tweed Coat」                     |       |            | 3:13 |
| 5.        | 「晩鐘 Evening Bell」                                                                     |       |            | 2:00 |
| 6.        | 「ボール紙のキリヌキ夕陽[モハビの砂漠にて] Cardboard Cutout Sundown」                     |       |            | 2:38 |
| 7.        | 「覗き穴から緊張した過去が見えるよ The Past Sure Is Tense」                               |       |            | 3:21 |
| 8.        | 「インク算術思考法 Ink Mathematics」                                                      |       |            | 1:40 |
| 9.        | 「妖術師ライフの存命 The Witch Doctor Life」                                              |       |            | 2:38 |
| 10.       | 「81年版プープ・ハッチ '81 Poop Hatch」                                                   |       |            | 2:39 |
| 11.       | 「千と十日目の聖人トーテム・ポール The Thousandth and Tenth Day of the Human Totem Pole」 |       |            | 5:42 |
| 12.       | 「やったネ、シャレコーベ氏 Skeleton Makes Good」                                          |       |            | 2:18 |
| 13.       | 「Light Reflected Off the Oceands of the Moon」(Bonus track)                              |       |            |      |
| 合計時間: | 合計時間:                                                                                 | 37:29 |            |      |

## 参加ミュージシャン
番号はCDのトラック・ナンバーを示す。
- キャプテン・ビーフハート　Captain Beefheart – ヴォーカル、チャイニーズ・ゴング、ハーモニカ、ソプラノ・サクソフォーン、プロップ・ホルン
- ジェフ・モリス・テッパー　Jeff Moris Tepper – スティール–アッペンデージ・ギター、スライド・ギター、ギター、アコースティック・ギター
- ゲイリー・ルーカス　Gary Lucas – グラス–スティール・ギター、スライド・ギター、ナショナル・スティール・デュオリアン、ソロ・ギター（5）
- リチャード・スナイダー　Richard Midnight Hatsize Snyder – ベース・ギター、マリンバ、ヴィオラ
- クリフ・マルティネス　Cliff Martinez – ドラムス、シェイク・ブーケ、グラス・ウォッシュボード、メタル・ドラムス
- エリック・ドリュー・フェルドマン　Eric Drew Feldman – ローズ・ピアノ、シンセサイズド・ベース（11）